# Omloop Het Nieuwsblad 2025
L'Omloop Het Nieuwsblad 2025 serà la 80a edició de l'Omloop Het Nieuwsblad, una cursa ciclista d'un dia que es disputarà a les Ardenes flamenques l'1 de març de 2025. Forma part del calendari UCI WorldTour 2025, circuit del qual és la quarta prova; la primera a Europa.

## Recorregut
El recorregut incorpora dotze cotes, algunes d'elles cobertes amb llambordes, i nou trams de llambordes:
| Núm. | Nom                     | Km d'etapa (km) | Ferm              | Llargada(m) | Mitjana de desnivell (%) | Màxim desnivell (%) | Km a meta |
| ---- | ----------------------- | --------------- | ----------------- | ----------- | ------------------------ | ------------------- | --------- |
| 1    | Leberg                  | 39,4            | asfalt            | 950         | 4,2 %                    | 13,8 %              | 162,8     |
| 2    | Katteberg               | 103,6           | llambordes        | 900         | 5,6 %                    | 10,3 %              | 98,6      |
| 3    | Leberg                  | 113,2           | asfalt            | 950         | 4,2 %                    | 13,8 %              | 89,0      |
| 4    | Hostellerie             | 130,2           | asfalt            | 1 300       | 5,1 %                    | 9 %                 | 72        |
| 5    | Valkenberg              | 138,1           | asfalt            | 540         | 8,1 %                    | 12,8 %              | 64,1      |
| 6    | Wolvenberg              | 148,6           | asfalt/llambordes | 645         | 7,9 %                    | 17,3 %              | 53,6      |
| 7    | Molenberg               | 161,0           | llambordes        | 463         | 7 %                      | 14,2 %              | 41,2      |
| 8    | Leberg                  | 168,5           | asfalt            | 950         | 4,2 %                    | 13,8 %              | 33,7      |
| 9    | Berendries              | 172,6           | asfalt            | 940         | 7 %                      | 12,3 %              | 29,6      |
| 10   | Elverenberg - Vossenhol | 175,0           | asfalt            | 1 268       | 3,6 %                    | 9 %                 | 27,2      |
| 11   | Muur van Geraardsbergen | 186,5           | pavés             | 1 139       | 9,2 %                    | 19,8 %              | 15,7      |
| 12   | Bosberg                 | 190,4           | asfalt/llambordes | 980         | 5,8 %                    | 11 %                | 11,8      |

A més d'aquestes 12 ascensions hi haurà 9 sectors de llambordes:
| Trams de llambordes |             |       |             |           |
| Número              | Nom         | Km    | Llargada(m) | Km a meta |
| ------------------- | ----------- | ----- | ----------- | --------- |
| 1                   | Haaghoek    | 36,4  | 2.000       | 165,8     |
| 2                   | Lange Munte | 88,1  | 2.500       | 114,1     |
| 3                   | Holleweg    | 104,4 | 1.500       | 97,8      |
| 4                   | Haaghoek    | 110,1 | 2.000       | 92,1      |
| 5                   | Paddestraat | 119,3 | 2.030       | 82,9      |
| 6                   | Holleweg    | 146,0 | 650         | 56,2      |
| 7                   | Kergate     | 152,2 | 1.400       | 50        |
| 8                   | Jagerij     | 154,8 | 800         | 47,4      |
| 9                   | Haaghoek    | 165,5 | 2.000       | 36,7      |

## Equips
Vint-i-cinc equips prendran part a la cursa: els divuit WorldTeam, que hi tenen la participació assegurada, i set ProTeam.
| WorldTeams (18)- EF Education-EasyPost - Bahrain-Victorious - Red Bull-BORA-hansgrohe - XDS Astana Team - Cofidis - UAE Team Emirates XRG - Lidl-Trek - Soudal Quick-Step - Arkéa-B&B Hotels - Team Visma \| Lease a Bike - Decathlon AG2R La Mondiale Team - Movistar Team - Groupama-FDJ - Team Picnic-PostNL - Alpecin-Deceuninck - Ineos Grenadiers - Intermarché-Wanty - Team Jayco AlUla ProTeams (7)- Lotto - Q36.5 Pro Cycling Team - Team Flanders-Baloise - Israel-Premier Tech - Uno-X Mobility - Tudor Pro Cycling Team - Unibet Tietema Rockets |
| |

## Classificació
| \| Classificació general \| Classificació general \| Classificació general \| Classificació general \| Classificació general \| \| Corredor \| Corredor \| Equip \| Temps \| \| \| --------------------- \| --------------------- \| ---------------------- \| --------------------- \| --------------------- \| \| 1r \| Søren Wærenskjold \| Uno-X Mobility \| 4h 37' 53" \| \| \| 2n \| Paul Magnier \| Soudal Quick-Step \| + 0" \| \| \| 3r \| Jasper Philipsen \| Alpecin-Deceuninck \| + 0" \| \| \| 4t \| Brent Van Moer \| Lotto \| + 0" \| \| \| 5è \| Samuel Watson \| Ineos Grenadiers \| + 0" \| \| \| 6è \| Lukáš Kubiš \| Unibet Tietema Rockets \| + 0" \| \| \| 7è \| Piet Allegaert \| Cofidis \| + 0" \| \| \| 8è \| Vincenzo Albanese \| EF Education-EasyPost \| + 0" \| \| \| 9è \| Marijn van den Berg \| EF Education-EasyPost \| + 0" \| \| \| 10è \| Lewis Askey \| Groupama-FDJ \| + 0" \| \| |                     |                        |            |
| |                     |                        |            |
| Font: ProCyclingStats |                     |                        |            |
| Classificació general |                     |                        |            |
| Corredor | Corredor            | Equip                  | Temps      |
| 1r | Søren Wærenskjold   | Uno-X Mobility         | 4h 37' 53" |
| 2n | Paul Magnier        | Soudal Quick-Step      | + 0"       |
| 3r | Jasper Philipsen    | Alpecin-Deceuninck     | + 0"       |
| 4t | Brent Van Moer      | Lotto                  | + 0"       |
| 5è | Samuel Watson       | Ineos Grenadiers       | + 0"       |
| 6è | Lukáš Kubiš         | Unibet Tietema Rockets | + 0"       |
| 7è | Piet Allegaert      | Cofidis                | + 0"       |
| 8è | Vincenzo Albanese   | EF Education-EasyPost  | + 0"       |
| 9è | Marijn van den Berg | EF Education-EasyPost  | + 0"       |
| 10è | Lewis Askey         | Groupama-FDJ           | + 0"       |

## Llista de participants
| Red Bull-Bora-Hansgrohe RBH                         | Red Bull-Bora-Hansgrohe RBH | Red Bull-Bora-Hansgrohe RBH |
| --------------------------------------------------- | --------------------------- | --------------------------- |
| Núm                                                 | Ciclista                    | Pos                         |
| 1                                                   | Jan Tratnik (SLO)           | 59è                         |
| 2                                                   | Roger Adrià Oliveras (ESP)  | 23è                         |
| 3                                                   | Ryan Mullen (IRL)           | DNF                         |
| 4                                                   | Oier Lazkano López (ESP)    | 126è                        |
| 5                                                   | Jordi Meeus (BEL)           | DNF                         |
| 6                                                   | Mick van Dijke (NED)        | 26è                         |
| 7                                                   | Tim Van Dijke (NED)         | 15è                         |
| Director esportiu: Roger Hammond, Heinrich Haussler |                             |                             |

| Team Visma \| Lease a Bike TVL                       | Team Visma \| Lease a Bike TVL | Team Visma \| Lease a Bike TVL |
| ---------------------------------------------------- | ------------------------------ | ------------------------------ |
| Núm                                                  | Ciclista                       | Pos                            |
| 11                                                   | Wout van Aert (BEL)            | 11è                            |
| 12                                                   | Edoardo Affini (ITA)           | 151è                           |
| 13                                                   | Tiesj Benoot (BEL)             | 44è                            |
| 14                                                   | Matthew Brennan (GBR)          | 69è                            |
| 15                                                   | Victor Campenaerts (BEL)       | 132è                           |
| 16                                                   | Per Strand Hagenes (NOR)       | 124è                           |
| 17                                                   | Matteo Jorgenson (USA)         | 52è                            |
| Director esportiu: Arthur Van Dongen, Richard Plugge |                                |                                |

| Alpecin-Deceuninck ADC                                   | Alpecin-Deceuninck ADC  | Alpecin-Deceuninck ADC |
| -------------------------------------------------------- | ----------------------- | ---------------------- |
| Núm                                                      | Ciclista                | Pos                    |
| 21                                                       | Jasper Philipsen (BEL)  | 3r                     |
| 22                                                       | Silvan Dillier (SUI)    | 103è                   |
| 23                                                       | Robbe Ghys (BEL)        | 134è                   |
| 24                                                       | Kaden Groves (AUS)      | 65è                    |
| 25                                                       | Xandro Meurisse (BEL)   | 63è                    |
| 26                                                       | Oscar Riesebeek (NED)   | 125è                   |
| 27                                                       | Gianni Vermeersch (BEL) | 49è                    |
| Director esportiu: Christoph Roodhooft, Frederik Willems |                         |                        |

| Intermarché-Wanty IWA                           | Intermarché-Wanty IWA                | Intermarché-Wanty IWA |
| ----------------------------------------------- | ------------------------------------ | --------------------- |
| Núm                                             | Ciclista                             | Pos                   |
| 31                                              | Arne Marit (BEL)                     | 66è                   |
| 32                                              | Vito Braet (BEL)                     | 34è                   |
| 33                                              | Luca Van Boven (BEL)                 | 54è                   |
| 34                                              | Adrien Petit (FRA)                   | DNF                   |
| 35                                              | Laurenz Rex (BEL)                    | 30è                   |
| 36                                              | Jonas Rutsch (GER)                   | 41è                   |
| 37                                              | Roel Daan van Sintmaartensdijk (NED) | DNF                   |
| Director esportiu: Dimitri Claeys, Aike Visbeek |                                      |                       |

| Soudal Quick-Step SOQ                           | Soudal Quick-Step SOQ   | Soudal Quick-Step SOQ |
| ----------------------------------------------- | ----------------------- | --------------------- |
| Núm                                             | Ciclista                | Pos                   |
| 41                                              | Yves Lampaert (BEL)     | 51è                   |
| 42                                              | Pepijn Reinderink (NED) | 109è                  |
| 43                                              | Pascal Eenkhoorn (NED)  | 57è                   |
| 44                                              | Gil Gelders (BEL)       | 114è                  |
| 45                                              | Paul Magnier (FRA)      | 2n                    |
| 46                                              | Casper Pedersen (DEN)   | 35è                   |
| 47                                              | Dries Van Gestel (BEL)  | 64è                   |
| Director esportiu: Iljo Keisse, Geert Van Bondt |                         |                       |

| Arkéa-B&B Hotels ARK                                 | Arkéa-B&B Hotels ARK   | Arkéa-B&B Hotels ARK |
| ---------------------------------------------------- | ---------------------- | -------------------- |
| Núm                                                  | Ciclista               | Pos                  |
| 51                                                   | Jenthe Biermans (BEL)  | 29è                  |
| 52                                                   | Amaury Capiot (BEL)    | 21è                  |
| 53                                                   | Donavan Grondin (FRA)  | DNF                  |
| 54                                                   | Giosuè Epis (ITA)      | 97è                  |
| 55                                                   | Miles Scotson (AUS)    | 143è                 |
| 56                                                   | Florian Sénéchal (FRA) | 108è                 |
| 57                                                   | Pierre Thierry (FRA)   | 83è                  |
| Director esportiu: Sébastien Hinault, Mickael Leveau |                        |                      |

| Bahrain Victorious TBV                                                | Bahrain Victorious TBV | Bahrain Victorious TBV |
| --------------------------------------------------------------------- | ---------------------- | ---------------------- |
| Núm                                                                   | Ciclista               | Pos                    |
| 61                                                                    | Matej Mohorič (SLO)    | 150è                   |
| 62                                                                    | Roman Ermakov (RUS)    | 87è                    |
| 63                                                                    | Matevž Govekar (SLO)   | 152è                   |
| 64                                                                    | Kamil Gradek (POL)     | 113è                   |
| 65                                                                    | Andrea Pasqualon (ITA) | 74è                    |
| 66                                                                    | Robert Stannard (AUS)  | 102è                   |
| 67                                                                    | Fred Wright (GBR)      | 39è                    |
| Director esportiu: Aart Vierhouten, Michał Gołaś, Vladimir Miholjević |                        |                        |

| Cofidis COF                         | Cofidis COF          | Cofidis COF |
| ----------------------------------- | -------------------- | ----------- |
| Núm                                 | Ciclista             | Pos         |
| 71                                  | Dylan Teuns (BEL)    | 45è         |
| 72                                  | Piet Allegaert (BEL) | 7è          |
| 73                                  | Bryan Coquard (FRA)  | 136è        |
| 74                                  | Aimé De Gendt (BEL)  | 127è        |
| 75                                  | Alexis Renard (FRA)  | 14è         |
| 76                                  | Ludovic Robeet (BEL) | 149è        |
| 77                                  | Nolann Mahoudo (FRA) | 139è        |
| Director esportiu: Thierry Marichal |                      |             |

| Decathlon-AG2R La Mondiale DAT              | Decathlon-AG2R La Mondiale DAT | Decathlon-AG2R La Mondiale DAT |
| ------------------------------------------- | ------------------------------ | ------------------------------ |
| Núm                                         | Ciclista                       | Pos                            |
| 81                                          | Oliver Naesen (BEL)            | 22è                            |
| 82                                          | Stefan Bissegger (SUI)         | 25è                            |
| 83                                          | Dries De Bondt (BEL)           | 77è                            |
| 84                                          | Rasmus Søjberg Pedersen (DEN)  | 13è                            |
| 85                                          | Stan Dewulf (BEL)              | 33è                            |
| 86                                          | Tord Gudmestad (NOR)           | 123è                           |
| 87                                          | Gianluca Pollefliet (BEL)      | 146è                           |
| Director esportiu: Julien Jurdie, Luke Rowe |                                |                                |

| EF Education-EasyPost EFE                       | EF Education-EasyPost EFE      | EF Education-EasyPost EFE |
| ----------------------------------------------- | ------------------------------ | ------------------------- |
| Núm                                             | Ciclista                       | Pos                       |
| 91                                              | Kasper Asgreen (DEN)           | 40è                       |
| 92                                              | Vincenzo Albanese (ITA)        | 8è                        |
| 93                                              | Owain Doull (GBR)              | 92è                       |
| 94                                              | Mikkel Frølich Honoré (DEN)    | 62è                       |
| 95                                              | Madis Mihkels (EST)            | DNF                       |
| 96                                              | Marijn van den Berg (NED)      | 9è                        |
| 97                                              | Michael Valgren Andersen (DEN) | 130è                      |
| Director esportiu: Ken Vanmarcke, Andreas Klier |                                |                           |

| Groupama-FDJ GFC                                 | Groupama-FDJ GFC           | Groupama-FDJ GFC |
| ------------------------------------------------ | -------------------------- | ---------------- |
| Núm                                              | Ciclista                   | Pos              |
| 101                                              | Stefan Küng (SUI)          | 32è              |
| 102                                              | Lewis Askey (GBR)          | 10è              |
| 103                                              | Sven Erik Bystrøm (NOR)    | 75è              |
| 104                                              | Kevin Geniets (LUX) (ruta) | 37è              |
| 105                                              | Johan Jacobs (SUI)         | 141è             |
| 106                                              | Olivier Le Gac (FRA)       | 107è             |
| 107                                              | Clément Russo (FRA)        | 104è             |
| Director esportiu: Frédéric Guesdon, Marc Madiot |                            |                  |

| Ineos Grenadiers IGD                             | Ineos Grenadiers IGD | Ineos Grenadiers IGD |
| ------------------------------------------------ | -------------------- | -------------------- |
| Núm                                              | Ciclista             | Pos                  |
| 111                                              | Bob Jungels (LUX)    | 119è                 |
| 112                                              | Kim Heiduk (GER)     | 116è                 |
| 113                                              | Artem Shmidt (USA)   | 98è                  |
| 114                                              | Connor Swift (GBR)   | 118è                 |
| 115                                              | Joshua Tarling (GBR) | 47è                  |
| 116                                              | Ben Turner (GBR)     | 121è                 |
| 117                                              | Samuel Watson (GBR)  | 5è                   |
| Director esportiu: Ian Stannard, Christian Knees |                      |                      |

| Lidl-Trek LTK                                  | Lidl-Trek LTK             | Lidl-Trek LTK |
| ---------------------------------------------- | ------------------------- | ------------- |
| Núm                                            | Ciclista                  | Pos           |
| 121                                            | Jasper Stuyven (BEL)      | 48è           |
| 122                                            | Tim Declercq (BEL)        | 95è           |
| 123                                            | Daan Hoole (NED)          | 106è          |
| 124                                            | Edward Theuns (BEL)       | 122è          |
| 125                                            | Toms Skujiņš (LAT)        | 31è           |
| 126                                            | Mathias Vacek (CZE)       | 16è           |
| 127                                            | Tim Torn Teutenberg (GER) | 147è          |
| Director esportiu: Michael Schär, Grégory Rast |                           |               |

| Movistar Team MOV                   | Movistar Team MOV                 | Movistar Team MOV |
| ----------------------------------- | --------------------------------- | ----------------- |
| Núm                                 | Ciclista                          | Pos               |
| 131                                 | Iván García Cortina (ESP)         | 81è               |
| 132                                 | Orluis Aular Sanabria (VEN)       | 111è              |
| 133                                 | Jon Barrenetxea (ESP)             | 82è               |
| 134                                 | Davide Cimolai (ITA)              | DNF               |
| 135                                 | Lorenzo Milesi (ITA)              | DNF               |
| 136                                 | Manlio Moro (ITA)                 | 155è              |
| 137                                 | Mathias Norsgaard Jørgensen (DEN) | 138è              |
| Director esportiu: Jürgen Roelandts |                                   |                   |

| Team Jayco AlUla JAY                              | Team Jayco AlUla JAY   | Team Jayco AlUla JAY |
| ------------------------------------------------- | ---------------------- | -------------------- |
| Núm                                               | Ciclista               | Pos                  |
| 141                                               | Robert Donaldson (GBR) | 89è                  |
| 142                                               | Anders Foldager (DEN)  | 90è                  |
| 143                                               | Jelte Krijnsen (NED)   | 73è                  |
| 144                                               | Kelland O'Brien (AUS)  | 80è                  |
| 145                                               | Elmar Reinders (NED)   | 27è                  |
| 146                                               | Campbell Stewart (NZL) | 153è                 |
| 147                                               | Jasha Sütterlin (GER)  | 154è                 |
| Director esportiu: Mathew Hayman, Tristan Hoffman |                        |                      |

| Team Picnic-PostNL TPP                       | Team Picnic-PostNL TPP    | Team Picnic-PostNL TPP |
| -------------------------------------------- | ------------------------- | ---------------------- |
| Núm                                          | Ciclista                  | Pos                    |
| 151                                          | John Degenkolb (GER)      | 104è                   |
| 152                                          | Alexander Edmondson (AUS) | NP                     |
| 153                                          | Sean Flynn (GBR)          | 76è                    |
| 154                                          | Enzo Leijnse (NED)        | 61è                    |
| 155                                          | Tim Naberman (NED)        | DNF                    |
| 156                                          | Patrick Eddy (AUS)        | DNF                    |
| 157                                          | Julius van den Berg (NED) | 60è                    |
| Director esportiu: Pim Ligthart, Rudie Kemna |                           |                        |

| UAE Team Emirates XRG UAD        | UAE Team Emirates XRG UAD           | UAE Team Emirates XRG UAD |
| -------------------------------- | ----------------------------------- | ------------------------- |
| Núm                              | Ciclista                            | Pos                       |
| 161                              | Nils Politt (GER)                   | 50è                       |
| 162                              | Mikkel Bjerg (DEN)                  | 70è                       |
| 163                              | Rune Herregodts (BEL)               | 100è                      |
| 164                              | Jhonatan Narváez Prado (ECU) (ruta) | 43è                       |
| 165                              | António Morgado (POR)               | 42è                       |
| 166                              | Florian Vermeersch (BEL)            | 140è                      |
| 167                              | Tim Wellens (BEL)                   | 46è                       |
| Director esportiu: Marco Marcato |                                     |                           |

| XDS Astana Team XAT                                | XDS Astana Team XAT          | XDS Astana Team XAT |
| -------------------------------------------------- | ---------------------------- | ------------------- |
| Núm                                                | Ciclista                     | Pos                 |
| 171                                                | Davide Ballerini (ITA)       | 137è                |
| 172                                                | Alberto Bettiol (ITA) (ruta) | 115è                |
| 173                                                | Cees Bol (NED)               | 18è                 |
| 174                                                | Michele Gazzoli (ITA)        | 105è                |
| 175                                                | Alessandro Romele (ITA)      | 110è                |
| 176                                                | Ide Schelling (NED)          | 129è                |
| 177                                                | Mike Teunissen (NED)         | 19è                 |
| Director esportiu: Laurenzo Lapage, Stefano Zanini |                              |                     |

| Israel-Premier Tech IPT                          | Israel-Premier Tech IPT | Israel-Premier Tech IPT |
| ------------------------------------------------ | ----------------------- | ----------------------- |
| Núm                                              | Ciclista                | Pos                     |
| 181                                              | Joseph Blackmore (GBR)  | 93è                     |
| 182                                              | Guillaume Boivin (CAN)  | DNF                     |
| 183                                              | Matis Louvel (FRA)      | 28è                     |
| 184                                              | Riley Pickrell (CAN)    | DNF                     |
| 185                                              | Riley Sheehan (USA)     | 99è                     |
| 186                                              | Jake Stewart (GBR)      | 20è                     |
| 187                                              | Tom Van Asbroeck (BEL)  | 71è                     |
| Director esportiu: Eric Van Lancker, Steve Bauer |                         |                         |

| Lotto LOT                                   | Lotto LOT                  | Lotto LOT |
| ------------------------------------------- | -------------------------- | --------- |
| Núm                                         | Ciclista                   | Pos       |
| 191                                         | Arnaud De Lie (BEL) (ruta) | 85è       |
| 192                                         | Lionel Taminiaux (BEL)     | 135è      |
| 193                                         | Cedric Beullens (BEL)      | 91è       |
| 194                                         | Jasper De Buyst (BEL)      | 131è      |
| 195                                         | Sébastien Grignard (BEL)   | 88è       |
| 196                                         | Arjen Livyns (BEL)         | 17è       |
| 197                                         | Brent Van Moer (BEL)       | 4t        |
| Director esportiu: Dirk Demol, Nikolas Maes |                            |           |

| Uno-X Mobility UXM                                                     | Uno-X Mobility UXM            | Uno-X Mobility UXM |
| ---------------------------------------------------------------------- | ----------------------------- | ------------------ |
| Núm                                                                    | Ciclista                      | Pos                |
| 201                                                                    | Jonas Abrahamsen (NOR)        | 53è                |
| 202                                                                    | Jonas Iversby Hvideberg (NOR) | 96è                |
| 203                                                                    | Søren Wærenskjold (NOR)       | 1r                 |
| 204                                                                    | Amund Grøndahl Jansen (NOR)   | 148è               |
| 205                                                                    | Erik Nordsæter Resell (NOR)   | 80è                |
| 206                                                                    | Anders Skaarseth (NOR)        | 86è                |
| 207                                                                    | Rasmus Tiller (NOR)           | 67è                |
| Director esportiu: Gino Van Oudenhove, Leonard Snoeks, Max Emil Kørner |                               |                    |

| Q36.5 Pro Cycling Team Q36                   | Q36.5 Pro Cycling Team Q36 | Q36.5 Pro Cycling Team Q36 |
| -------------------------------------------- | -------------------------- | -------------------------- |
| Núm                                          | Ciclista                   | Pos                        |
| 211                                          | Thomas Pidcock (GBR)       | 38è                        |
| 212                                          | Fabio Christen (SUI)       | 35è                        |
| 213                                          | Frederik Frison (BEL)      | DNF                        |
| 214                                          | Kamil Małecki (POL)        | DNF                        |
| 215                                          | Jannik Steimle (GER)       | 68è                        |
| 216                                          | Nicolò Parisini (ITA)      | DNF                        |
| 217                                          | Nickolas Zukowsky (CAN)    | 142è                       |
| Director esportiu: Piotr Wadecki, Jens Zemke |                            |                            |

| Team Flanders-Baloise TFB                         | Team Flanders-Baloise TFB | Team Flanders-Baloise TFB |
| ------------------------------------------------- | ------------------------- | ------------------------- |
| Núm                                               | Ciclista                  | Pos                       |
| 221                                               | Alex Colman (BEL)         | DNF                       |
| 222                                               | Brem Deman (BEL)          | 144è                      |
| 223                                               | Siebe Deweirdt (BEL)      | 56è                       |
| 224                                               | Yentl Vandevelde (BEL)    | DNF                       |
| 225                                               | Dylan Vandenstorme (BEL)  | 112è                      |
| 226                                               | Ward Vanhoof (BEL)        | 78è                       |
| 227                                               | Victor Vercouillie (BEL)  | 58è                       |
| Director esportiu: Hans De Clercq, Andy Missotten |                           |                           |

| Tudor Pro Cycling Team TUD                       | Tudor Pro Cycling Team TUD | Tudor Pro Cycling Team TUD |
| ------------------------------------------------ | -------------------------- | -------------------------- |
| Núm                                              | Ciclista                   | Pos                        |
| 231                                              | Matteo Trentin (ITA)       | 12è                        |
| 232                                              | Robin Froidevaux (SUI)     | 133è                       |
| 233                                              | Marco Haller (AUT)         | 120è                       |
| 234                                              | Petr Kelemen (CZE)         | 145è                       |
| 235                                              | Fabian Lienhard (SUI)      | 117è                       |
| 236                                              | Marius Mayrhofer (GER)     | 128è                       |
| 237                                              | Rick Pluimers (NED)        | 24è                        |
| Director esportiu: Morgan Lamoisson, Bart Leysen |                            |                            |

| Unibet Tietema Rockets RKT                   | Unibet Tietema Rockets RKT | Unibet Tietema Rockets RKT |
| -------------------------------------------- | -------------------------- | -------------------------- |
| Núm                                          | Ciclista                   | Pos                        |
| 241                                          | Hartthijs de Vries (NED)   | 36è                        |
| 242                                          | Owen Geleijn (NED)         | 101è                       |
| 243                                          | Axel Huens (FRA)           | 72è                        |
| 244                                          | Jelle Johannink (NED)      | 84è                        |
| 245                                          | Tomáš Kopecký (CZE)        | 94è                        |
| 246                                          | Lukáš Kubiš (SVK) (ruta)   | 6è                         |
| 247                                          | Abram Stockman (BEL)       | 79è                        |
| Director esportiu: Sverre Vik, Rob Harmeling |                            |                            |

| Red Bull-Bora-Hansgrohe RBH                         | Red Bull-Bora-Hansgrohe RBH | Red Bull-Bora-Hansgrohe RBH |
| --------------------------------------------------- | --------------------------- | --------------------------- |
| Núm                                                 | Ciclista                    | Pos                         |
| 1                                                   | Jan Tratnik (SLO)           | 59è                         |
| 2                                                   | Roger Adrià Oliveras (ESP)  | 23è                         |
| 3                                                   | Ryan Mullen (IRL)           | DNF                         |
| 4                                                   | Oier Lazkano López (ESP)    | 126è                        |
| 5                                                   | Jordi Meeus (BEL)           | DNF                         |
| 6                                                   | Mick van Dijke (NED)        | 26è                         |
| 7                                                   | Tim Van Dijke (NED)         | 15è                         |
| Director esportiu: Roger Hammond, Heinrich Haussler |                             |                             |

| Team Visma \| Lease a Bike TVL                       | Team Visma \| Lease a Bike TVL | Team Visma \| Lease a Bike TVL |
| ---------------------------------------------------- | ------------------------------ | ------------------------------ |
| Núm                                                  | Ciclista                       | Pos                            |
| 11                                                   | Wout van Aert (BEL)            | 11è                            |
| 12                                                   | Edoardo Affini (ITA)           | 151è                           |
| 13                                                   | Tiesj Benoot (BEL)             | 44è                            |
| 14                                                   | Matthew Brennan (GBR)          | 69è                            |
| 15                                                   | Victor Campenaerts (BEL)       | 132è                           |
| 16                                                   | Per Strand Hagenes (NOR)       | 124è                           |
| 17                                                   | Matteo Jorgenson (USA)         | 52è                            |
| Director esportiu: Arthur Van Dongen, Richard Plugge |                                |                                |

| Alpecin-Deceuninck ADC                                   | Alpecin-Deceuninck ADC  | Alpecin-Deceuninck ADC |
| -------------------------------------------------------- | ----------------------- | ---------------------- |
| Núm                                                      | Ciclista                | Pos                    |
| 21                                                       | Jasper Philipsen (BEL)  | 3r                     |
| 22                                                       | Silvan Dillier (SUI)    | 103è                   |
| 23                                                       | Robbe Ghys (BEL)        | 134è                   |
| 24                                                       | Kaden Groves (AUS)      | 65è                    |
| 25                                                       | Xandro Meurisse (BEL)   | 63è                    |
| 26                                                       | Oscar Riesebeek (NED)   | 125è                   |
| 27                                                       | Gianni Vermeersch (BEL) | 49è                    |
| Director esportiu: Christoph Roodhooft, Frederik Willems |                         |                        |

| Intermarché-Wanty IWA                           | Intermarché-Wanty IWA                | Intermarché-Wanty IWA |
| ----------------------------------------------- | ------------------------------------ | --------------------- |
| Núm                                             | Ciclista                             | Pos                   |
| 31                                              | Arne Marit (BEL)                     | 66è                   |
| 32                                              | Vito Braet (BEL)                     | 34è                   |
| 33                                              | Luca Van Boven (BEL)                 | 54è                   |
| 34                                              | Adrien Petit (FRA)                   | DNF                   |
| 35                                              | Laurenz Rex (BEL)                    | 30è                   |
| 36                                              | Jonas Rutsch (GER)                   | 41è                   |
| 37                                              | Roel Daan van Sintmaartensdijk (NED) | DNF                   |
| Director esportiu: Dimitri Claeys, Aike Visbeek |                                      |                       |

| Soudal Quick-Step SOQ                           | Soudal Quick-Step SOQ   | Soudal Quick-Step SOQ |
| ----------------------------------------------- | ----------------------- | --------------------- |
| Núm                                             | Ciclista                | Pos                   |
| 41                                              | Yves Lampaert (BEL)     | 51è                   |
| 42                                              | Pepijn Reinderink (NED) | 109è                  |
| 43                                              | Pascal Eenkhoorn (NED)  | 57è                   |
| 44                                              | Gil Gelders (BEL)       | 114è                  |
| 45                                              | Paul Magnier (FRA)      | 2n                    |
| 46                                              | Casper Pedersen (DEN)   | 35è                   |
| 47                                              | Dries Van Gestel (BEL)  | 64è                   |
| Director esportiu: Iljo Keisse, Geert Van Bondt |                         |                       |

| Arkéa-B&B Hotels ARK                                 | Arkéa-B&B Hotels ARK   | Arkéa-B&B Hotels ARK |
| ---------------------------------------------------- | ---------------------- | -------------------- |
| Núm                                                  | Ciclista               | Pos                  |
| 51                                                   | Jenthe Biermans (BEL)  | 29è                  |
| 52                                                   | Amaury Capiot (BEL)    | 21è                  |
| 53                                                   | Donavan Grondin (FRA)  | DNF                  |
| 54                                                   | Giosuè Epis (ITA)      | 97è                  |
| 55                                                   | Miles Scotson (AUS)    | 143è                 |
| 56                                                   | Florian Sénéchal (FRA) | 108è                 |
| 57                                                   | Pierre Thierry (FRA)   | 83è                  |
| Director esportiu: Sébastien Hinault, Mickael Leveau |                        |                      |

| Bahrain Victorious TBV                                                | Bahrain Victorious TBV | Bahrain Victorious TBV |
| --------------------------------------------------------------------- | ---------------------- | ---------------------- |
| Núm                                                                   | Ciclista               | Pos                    |
| 61                                                                    | Matej Mohorič (SLO)    | 150è                   |
| 62                                                                    | Roman Ermakov (RUS)    | 87è                    |
| 63                                                                    | Matevž Govekar (SLO)   | 152è                   |
| 64                                                                    | Kamil Gradek (POL)     | 113è                   |
| 65                                                                    | Andrea Pasqualon (ITA) | 74è                    |
| 66                                                                    | Robert Stannard (AUS)  | 102è                   |
| 67                                                                    | Fred Wright (GBR)      | 39è                    |
| Director esportiu: Aart Vierhouten, Michał Gołaś, Vladimir Miholjević |                        |                        |

| Cofidis COF                         | Cofidis COF          | Cofidis COF |
| ----------------------------------- | -------------------- | ----------- |
| Núm                                 | Ciclista             | Pos         |
| 71                                  | Dylan Teuns (BEL)    | 45è         |
| 72                                  | Piet Allegaert (BEL) | 7è          |
| 73                                  | Bryan Coquard (FRA)  | 136è        |
| 74                                  | Aimé De Gendt (BEL)  | 127è        |
| 75                                  | Alexis Renard (FRA)  | 14è         |
| 76                                  | Ludovic Robeet (BEL) | 149è        |
| 77                                  | Nolann Mahoudo (FRA) | 139è        |
| Director esportiu: Thierry Marichal |                      |             |

| Decathlon-AG2R La Mondiale DAT              | Decathlon-AG2R La Mondiale DAT | Decathlon-AG2R La Mondiale DAT |
| ------------------------------------------- | ------------------------------ | ------------------------------ |
| Núm                                         | Ciclista                       | Pos                            |
| 81                                          | Oliver Naesen (BEL)            | 22è                            |
| 82                                          | Stefan Bissegger (SUI)         | 25è                            |
| 83                                          | Dries De Bondt (BEL)           | 77è                            |
| 84                                          | Rasmus Søjberg Pedersen (DEN)  | 13è                            |
| 85                                          | Stan Dewulf (BEL)              | 33è                            |
| 86                                          | Tord Gudmestad (NOR)           | 123è                           |
| 87                                          | Gianluca Pollefliet (BEL)      | 146è                           |
| Director esportiu: Julien Jurdie, Luke Rowe |                                |                                |

| EF Education-EasyPost EFE                       | EF Education-EasyPost EFE      | EF Education-EasyPost EFE |
| ----------------------------------------------- | ------------------------------ | ------------------------- |
| Núm                                             | Ciclista                       | Pos                       |
| 91                                              | Kasper Asgreen (DEN)           | 40è                       |
| 92                                              | Vincenzo Albanese (ITA)        | 8è                        |
| 93                                              | Owain Doull (GBR)              | 92è                       |
| 94                                              | Mikkel Frølich Honoré (DEN)    | 62è                       |
| 95                                              | Madis Mihkels (EST)            | DNF                       |
| 96                                              | Marijn van den Berg (NED)      | 9è                        |
| 97                                              | Michael Valgren Andersen (DEN) | 130è                      |
| Director esportiu: Ken Vanmarcke, Andreas Klier |                                |                           |

| Groupama-FDJ GFC                                 | Groupama-FDJ GFC           | Groupama-FDJ GFC |
| ------------------------------------------------ | -------------------------- | ---------------- |
| Núm                                              | Ciclista                   | Pos              |
| 101                                              | Stefan Küng (SUI)          | 32è              |
| 102                                              | Lewis Askey (GBR)          | 10è              |
| 103                                              | Sven Erik Bystrøm (NOR)    | 75è              |
| 104                                              | Kevin Geniets (LUX) (ruta) | 37è              |
| 105                                              | Johan Jacobs (SUI)         | 141è             |
| 106                                              | Olivier Le Gac (FRA)       | 107è             |
| 107                                              | Clément Russo (FRA)        | 104è             |
| Director esportiu: Frédéric Guesdon, Marc Madiot |                            |                  |

| Ineos Grenadiers IGD                             | Ineos Grenadiers IGD | Ineos Grenadiers IGD |
| ------------------------------------------------ | -------------------- | -------------------- |
| Núm                                              | Ciclista             | Pos                  |
| 111                                              | Bob Jungels (LUX)    | 119è                 |
| 112                                              | Kim Heiduk (GER)     | 116è                 |
| 113                                              | Artem Shmidt (USA)   | 98è                  |
| 114                                              | Connor Swift (GBR)   | 118è                 |
| 115                                              | Joshua Tarling (GBR) | 47è                  |
| 116                                              | Ben Turner (GBR)     | 121è                 |
| 117                                              | Samuel Watson (GBR)  | 5è                   |
| Director esportiu: Ian Stannard, Christian Knees |                      |                      |

| Lidl-Trek LTK                                  | Lidl-Trek LTK             | Lidl-Trek LTK |
| ---------------------------------------------- | ------------------------- | ------------- |
| Núm                                            | Ciclista                  | Pos           |
| 121                                            | Jasper Stuyven (BEL)      | 48è           |
| 122                                            | Tim Declercq (BEL)        | 95è           |
| 123                                            | Daan Hoole (NED)          | 106è          |
| 124                                            | Edward Theuns (BEL)       | 122è          |
| 125                                            | Toms Skujiņš (LAT)        | 31è           |
| 126                                            | Mathias Vacek (CZE)       | 16è           |
| 127                                            | Tim Torn Teutenberg (GER) | 147è          |
| Director esportiu: Michael Schär, Grégory Rast |                           |               |

| Movistar Team MOV                   | Movistar Team MOV                 | Movistar Team MOV |
| ----------------------------------- | --------------------------------- | ----------------- |
| Núm                                 | Ciclista                          | Pos               |
| 131                                 | Iván García Cortina (ESP)         | 81è               |
| 132                                 | Orluis Aular Sanabria (VEN)       | 111è              |
| 133                                 | Jon Barrenetxea (ESP)             | 82è               |
| 134                                 | Davide Cimolai (ITA)              | DNF               |
| 135                                 | Lorenzo Milesi (ITA)              | DNF               |
| 136                                 | Manlio Moro (ITA)                 | 155è              |
| 137                                 | Mathias Norsgaard Jørgensen (DEN) | 138è              |
| Director esportiu: Jürgen Roelandts |                                   |                   |

| Team Jayco AlUla JAY                              | Team Jayco AlUla JAY   | Team Jayco AlUla JAY |
| ------------------------------------------------- | ---------------------- | -------------------- |
| Núm                                               | Ciclista               | Pos                  |
| 141                                               | Robert Donaldson (GBR) | 89è                  |
| 142                                               | Anders Foldager (DEN)  | 90è                  |
| 143                                               | Jelte Krijnsen (NED)   | 73è                  |
| 144                                               | Kelland O'Brien (AUS)  | 80è                  |
| 145                                               | Elmar Reinders (NED)   | 27è                  |
| 146                                               | Campbell Stewart (NZL) | 153è                 |
| 147                                               | Jasha Sütterlin (GER)  | 154è                 |
| Director esportiu: Mathew Hayman, Tristan Hoffman |                        |                      |

| Team Picnic-PostNL TPP                       | Team Picnic-PostNL TPP    | Team Picnic-PostNL TPP |
| -------------------------------------------- | ------------------------- | ---------------------- |
| Núm                                          | Ciclista                  | Pos                    |
| 151                                          | John Degenkolb (GER)      | 104è                   |
| 152                                          | Alexander Edmondson (AUS) | NP                     |
| 153                                          | Sean Flynn (GBR)          | 76è                    |
| 154                                          | Enzo Leijnse (NED)        | 61è                    |
| 155                                          | Tim Naberman (NED)        | DNF                    |
| 156                                          | Patrick Eddy (AUS)        | DNF                    |
| 157                                          | Julius van den Berg (NED) | 60è                    |
| Director esportiu: Pim Ligthart, Rudie Kemna |                           |                        |

| UAE Team Emirates XRG UAD        | UAE Team Emirates XRG UAD           | UAE Team Emirates XRG UAD |
| -------------------------------- | ----------------------------------- | ------------------------- |
| Núm                              | Ciclista                            | Pos                       |
| 161                              | Nils Politt (GER)                   | 50è                       |
| 162                              | Mikkel Bjerg (DEN)                  | 70è                       |
| 163                              | Rune Herregodts (BEL)               | 100è                      |
| 164                              | Jhonatan Narváez Prado (ECU) (ruta) | 43è                       |
| 165                              | António Morgado (POR)               | 42è                       |
| 166                              | Florian Vermeersch (BEL)            | 140è                      |
| 167                              | Tim Wellens (BEL)                   | 46è                       |
| Director esportiu: Marco Marcato |                                     |                           |

| XDS Astana Team XAT                                | XDS Astana Team XAT          | XDS Astana Team XAT |
| -------------------------------------------------- | ---------------------------- | ------------------- |
| Núm                                                | Ciclista                     | Pos                 |
| 171                                                | Davide Ballerini (ITA)       | 137è                |
| 172                                                | Alberto Bettiol (ITA) (ruta) | 115è                |
| 173                                                | Cees Bol (NED)               | 18è                 |
| 174                                                | Michele Gazzoli (ITA)        | 105è                |
| 175                                                | Alessandro Romele (ITA)      | 110è                |
| 176                                                | Ide Schelling (NED)          | 129è                |
| 177                                                | Mike Teunissen (NED)         | 19è                 |
| Director esportiu: Laurenzo Lapage, Stefano Zanini |                              |                     |

| Israel-Premier Tech IPT                          | Israel-Premier Tech IPT | Israel-Premier Tech IPT |
| ------------------------------------------------ | ----------------------- | ----------------------- |
| Núm                                              | Ciclista                | Pos                     |
| 181                                              | Joseph Blackmore (GBR)  | 93è                     |
| 182                                              | Guillaume Boivin (CAN)  | DNF                     |
| 183                                              | Matis Louvel (FRA)      | 28è                     |
| 184                                              | Riley Pickrell (CAN)    | DNF                     |
| 185                                              | Riley Sheehan (USA)     | 99è                     |
| 186                                              | Jake Stewart (GBR)      | 20è                     |
| 187                                              | Tom Van Asbroeck (BEL)  | 71è                     |
| Director esportiu: Eric Van Lancker, Steve Bauer |                         |                         |

| Lotto LOT                                   | Lotto LOT                  | Lotto LOT |
| ------------------------------------------- | -------------------------- | --------- |
| Núm                                         | Ciclista                   | Pos       |
| 191                                         | Arnaud De Lie (BEL) (ruta) | 85è       |
| 192                                         | Lionel Taminiaux (BEL)     | 135è      |
| 193                                         | Cedric Beullens (BEL)      | 91è       |
| 194                                         | Jasper De Buyst (BEL)      | 131è      |
| 195                                         | Sébastien Grignard (BEL)   | 88è       |
| 196                                         | Arjen Livyns (BEL)         | 17è       |
| 197                                         | Brent Van Moer (BEL)       | 4t        |
| Director esportiu: Dirk Demol, Nikolas Maes |                            |           |

| Uno-X Mobility UXM                                                     | Uno-X Mobility UXM            | Uno-X Mobility UXM |
| ---------------------------------------------------------------------- | ----------------------------- | ------------------ |
| Núm                                                                    | Ciclista                      | Pos                |
| 201                                                                    | Jonas Abrahamsen (NOR)        | 53è                |
| 202                                                                    | Jonas Iversby Hvideberg (NOR) | 96è                |
| 203                                                                    | Søren Wærenskjold (NOR)       | 1r                 |
| 204                                                                    | Amund Grøndahl Jansen (NOR)   | 148è               |
| 205                                                                    | Erik Nordsæter Resell (NOR)   | 80è                |
| 206                                                                    | Anders Skaarseth (NOR)        | 86è                |
| 207                                                                    | Rasmus Tiller (NOR)           | 67è                |
| Director esportiu: Gino Van Oudenhove, Leonard Snoeks, Max Emil Kørner |                               |                    |

| Q36.5 Pro Cycling Team Q36                   | Q36.5 Pro Cycling Team Q36 | Q36.5 Pro Cycling Team Q36 |
| -------------------------------------------- | -------------------------- | -------------------------- |
| Núm                                          | Ciclista                   | Pos                        |
| 211                                          | Thomas Pidcock (GBR)       | 38è                        |
| 212                                          | Fabio Christen (SUI)       | 35è                        |
| 213                                          | Frederik Frison (BEL)      | DNF                        |
| 214                                          | Kamil Małecki (POL)        | DNF                        |
| 215                                          | Jannik Steimle (GER)       | 68è                        |
| 216                                          | Nicolò Parisini (ITA)      | DNF                        |
| 217                                          | Nickolas Zukowsky (CAN)    | 142è                       |
| Director esportiu: Piotr Wadecki, Jens Zemke |                            |                            |

| Team Flanders-Baloise TFB                         | Team Flanders-Baloise TFB | Team Flanders-Baloise TFB |
| ------------------------------------------------- | ------------------------- | ------------------------- |
| Núm                                               | Ciclista                  | Pos                       |
| 221                                               | Alex Colman (BEL)         | DNF                       |
| 222                                               | Brem Deman (BEL)          | 144è                      |
| 223                                               | Siebe Deweirdt (BEL)      | 56è                       |
| 224                                               | Yentl Vandevelde (BEL)    | DNF                       |
| 225                                               | Dylan Vandenstorme (BEL)  | 112è                      |
| 226                                               | Ward Vanhoof (BEL)        | 78è                       |
| 227                                               | Victor Vercouillie (BEL)  | 58è                       |
| Director esportiu: Hans De Clercq, Andy Missotten |                           |                           |

| Tudor Pro Cycling Team TUD                       | Tudor Pro Cycling Team TUD | Tudor Pro Cycling Team TUD |
| ------------------------------------------------ | -------------------------- | -------------------------- |
| Núm                                              | Ciclista                   | Pos                        |
| 231                                              | Matteo Trentin (ITA)       | 12è                        |
| 232                                              | Robin Froidevaux (SUI)     | 133è                       |
| 233                                              | Marco Haller (AUT)         | 120è                       |
| 234                                              | Petr Kelemen (CZE)         | 145è                       |
| 235                                              | Fabian Lienhard (SUI)      | 117è                       |
| 236                                              | Marius Mayrhofer (GER)     | 128è                       |
| 237                                              | Rick Pluimers (NED)        | 24è                        |
| Director esportiu: Morgan Lamoisson, Bart Leysen |                            |                            |

| Unibet Tietema Rockets RKT                   | Unibet Tietema Rockets RKT | Unibet Tietema Rockets RKT |
| -------------------------------------------- | -------------------------- | -------------------------- |
| Núm                                          | Ciclista                   | Pos                        |
| 241                                          | Hartthijs de Vries (NED)   | 36è                        |
| 242                                          | Owen Geleijn (NED)         | 101è                       |
| 243                                          | Axel Huens (FRA)           | 72è                        |
| 244                                          | Jelle Johannink (NED)      | 84è                        |
| 245                                          | Tomáš Kopecký (CZE)        | 94è                        |
| 246                                          | Lukáš Kubiš (SVK) (ruta)   | 6è                         |
| 247                                          | Abram Stockman (BEL)       | 79è                        |
| Director esportiu: Sverre Vik, Rob Harmeling |                            |                            |